# Gengenbach
Gengenbach – miasto w Niemczech, w kraju związkowym Badenia-Wirtembergia, w rejencji Fryburg, w regionie Südlicher Oberrhein, w powiecie Ortenaukreis, siedziba wspólnoty administracyjnej Vereinbarte Verwaltungsgemeinschaft Gengenbach.
Leży w Schwarzwaldzie, nad rzeką Kinzig, ok. 10 km południowy wschód od Offenburga, przy drodze krajowej B33.
św. Pirmin założył już w VIII w. tutaj klasztor.

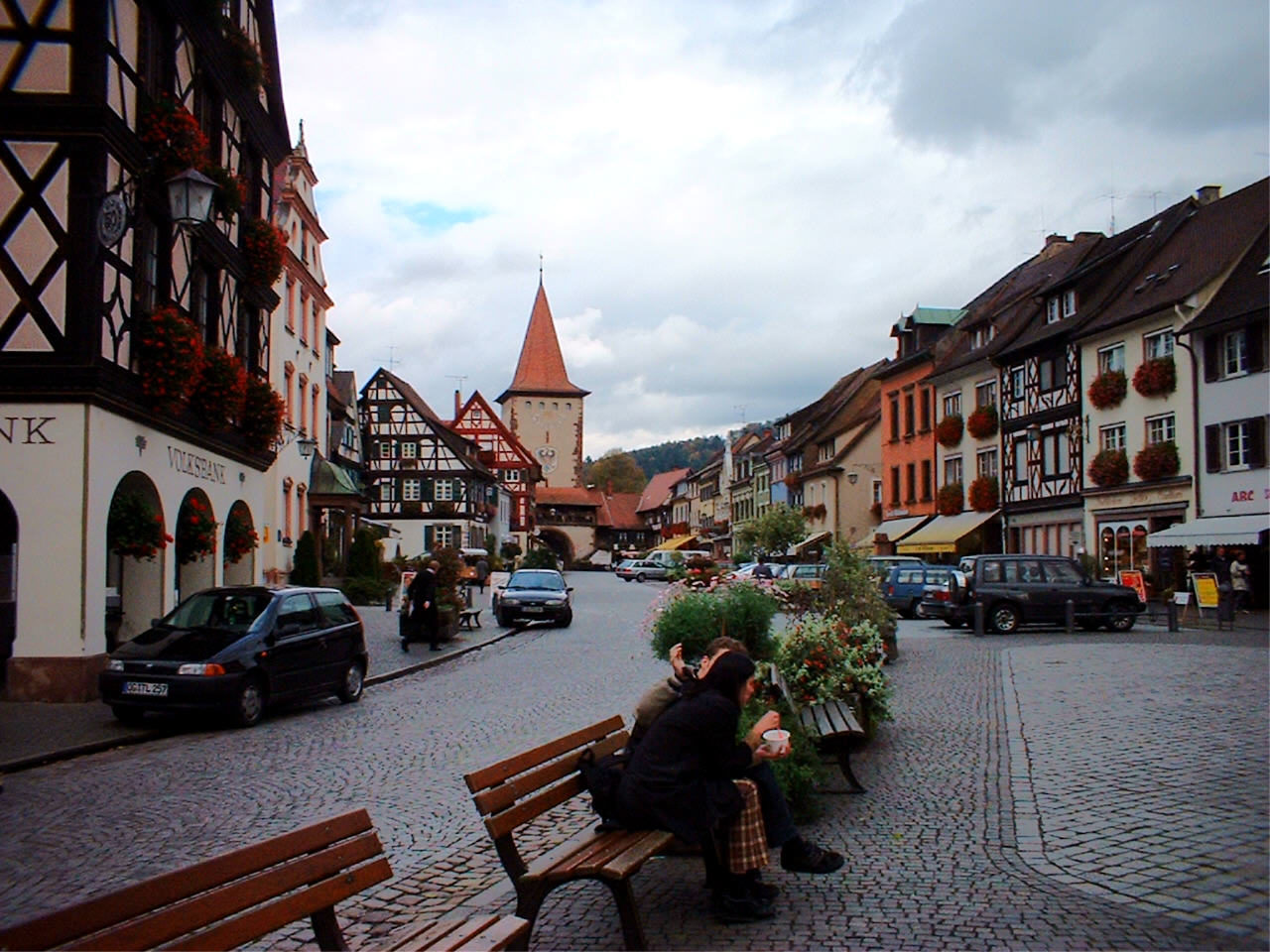
Stare Miasto

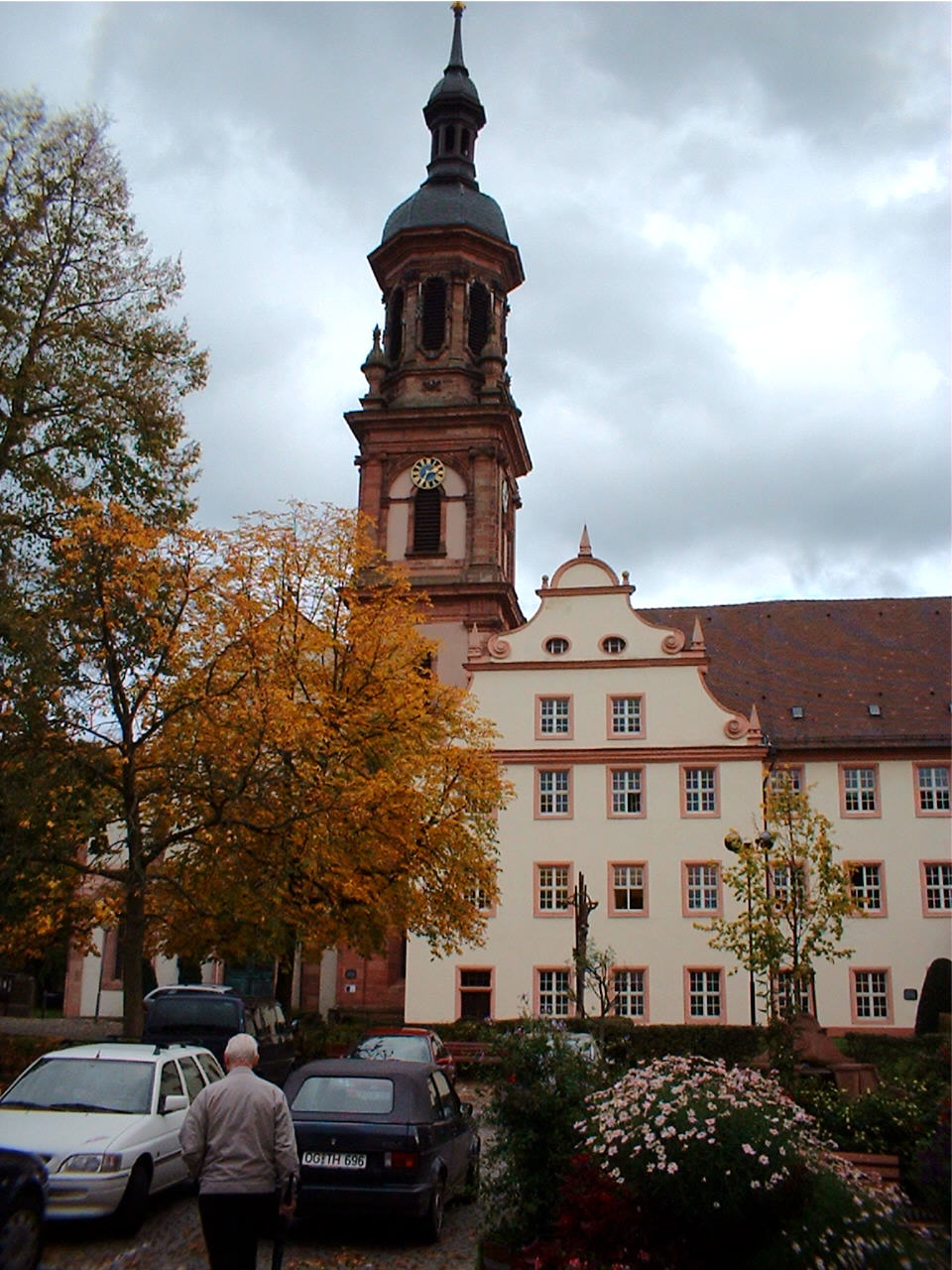
Kościół miejski